# Oshana

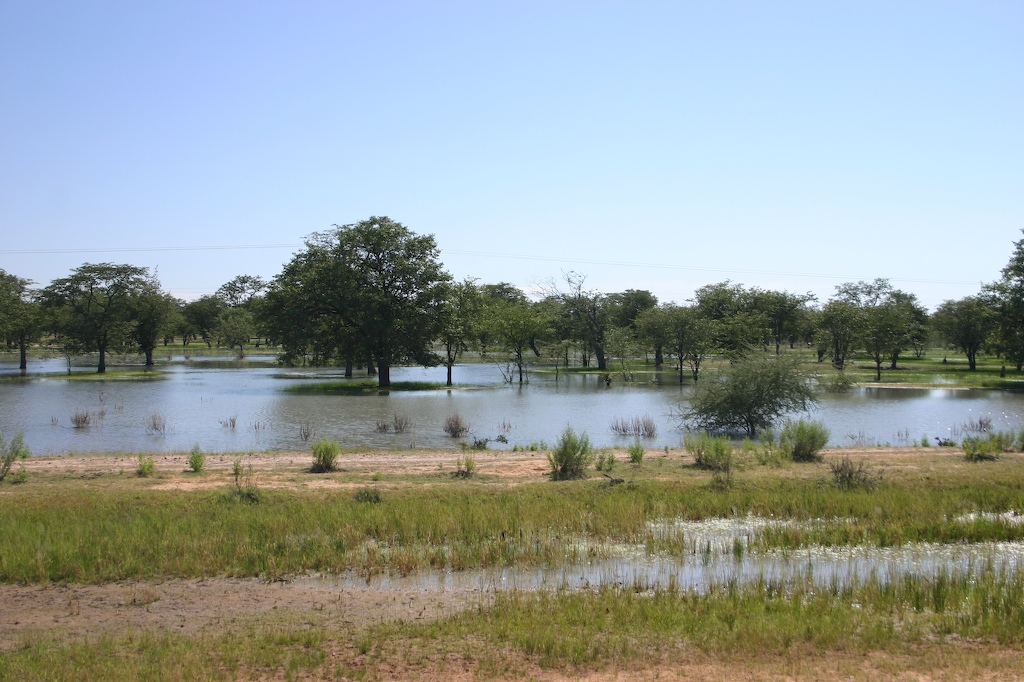
Oshana Efundja

Oshana ist eine der 14 Regionen Namibias. Sie hat ca. 281.000 Einwohner (Stand 2023) und ist mit einer Fläche von 5290 km² die flächenmäßig kleinste Region des Landes. Die Hauptstadt Oshanas ist Oshakati.
Oshana ist zum Großteil flach, baumlos und meist staubtrocken, obwohl es hier vor 150 Jahren noch einen dichten Wald gab. Die Region wird vom Oshana-System mit seinem Cuvelai-Feuchtgebiet dominiert. Dieses speist den Oponono-See.

## Bevölkerung
Laut der Volkszählung 2011 sprechen 93,7 Prozent der Einwohner der Region Oshivambo als Hauptsprache. Es folgt Afrikaans mit 1,1 Prozent. 0,1 Prozent der Einwohner nutzen Deutsch als Hauptsprache.

## Verwaltung

Wahlkreise in Oshana

Oshana ist in folgende 11 Wahlkreise unterteilt:
1. Okaku
2. Okatana
3. Okatyali
4. Ompundja
5. Ondangwa-Land
6. Ondangwa-Stadt
7. Ongwediva
8. Oshakati-Ost
9. Oshakati-West
10. Uukwiya
11. Uuvudhiya

Zudem finden sich (Stand Dezember 2015) in der Region drei Lokalverwaltungen:
- Ondangwa
- Ongwediva
- Oshakati